# Alcmena tristis
Alcmena tristis är en spindelart som beskrevs av Cândido Firmino de Mello-Leitão 1945. 
Alcmena tristis ingår i släktet Alcmena och familjen hoppspindlar. Inga underarter finns listade i Catalogue of Life.